# Savara
Il Savara (detto anche Dora del Nivolet, o in francese Doire du Nivolet) è un torrente che solca la Valsavarenche nella Valle d'Aosta. È affluente di destra della Dora Baltea.

## Etimologia
Dal toponimo Savara (pron. fr. AFI: [savaʁa]) deriva il nome della valle solcata dal torrente, la val-savar-enche, e per conseguenza del comune sparso che si estende su di essa.

## Percorso
Nasce ai piedi del massiccio del Gran Paradiso. Si forma a partire dai laghi del Nivolet (in francese Lacs du Nivolet - 2 520 m s.l.m.), dal lago Noir (in francese Lac Noir - 2 722 m) e dal lago Trebecchi (2 722 m).
Lungo il percorso lungo la Valsavarenche, ha come affluenti principali il torrente Côte Savolère ed il torrente Lévionaz.
All'altezza di Introd riceve il contributo della Dora di Rhêmes, e poco più a valle, a Villeneuve, confluisce nella Dora Baltea.